# Albatros C.V
Die Albatros C.V war ein deutsches Militärflugzeug des Ersten Weltkriegs.

## Entwicklung
Die Albatros-Werke schufen 1916 die bewaffnete zweisitzige C.V (Werksbezeichnung L-14) für Aufklärung, Artilleriebeobachtung und Bombeneinsätze. Sie war der Nachfolger der C.III, die aus der C.I entwickelt worden war. Während sich die C.I und C.III kaum unterschieden, erhielt die C.V wegen des längeren und schwereren Triebwerks eine neue Zelle. Für dieses Flugzeug war der Achtzylindermotor Mercedes D IV mit 220 PS Leistung entwickelt worden. Metallbleche verkleideten den Motor fast vollständig, eine zusätzliche Verkleidung der Propellernabe ergab eine sehr saubere Linienführung.
Als die Produktion der C.V wegen Schwierigkeiten mit dem Triebwerk nach 424 Maschinen eingestellt werden musste und das Nachfolgemuster C.VI (180 PS-Triebwerk) nicht in Serie ging, schuf man 1917 die C.VII (Werksbezeichnung L-18) für die gleichen Aufgaben. Dabei griff man auf möglichst viele Bauteile der C.V zurück.

## Technische Daten
| Kenngröße             | Daten                                                                            |
| --------------------- | -------------------------------------------------------------------------------- |
| Besatzung             | 2                                                                                |
| Länge                 | 8,95 m                                                                           |
| Spannweite            | 12,78 m                                                                          |
| Höhe                  | 4,50 m                                                                           |
| Flügelfläche          | 43,40 m²                                                                         |
| Leermasse             | 1069 kg                                                                          |
| Zuladung              | 550 kg                                                                           |
| max. Startmasse       | 1585 kg                                                                          |
| Flächenbelastung      | 36,50 kg/m²                                                                      |
| Leistungsbelastung    | 7,20 kg/PS                                                                       |
| Triebwerk             | ein wassergekühlter Achtzylinder-Reihenmotor Mercedes D IV, 240 PS Startleistung |
| Höchstgeschwindigkeit | 170 km/h                                                                         |
| Steigleistung         | 2,10 m/s                                                                         |
| Steigzeit auf 1000 m  | 8 min                                                                            |
| Dienstgipfelhöhe      | 3000 m                                                                           |
| max. Reichweite       | 450 km                                                                           |
| Flugdauer             | 3:15 h                                                                           |
| Bewaffnung            | 2 MG 7,92mm; Bomben                                                              |